# Theridion fuscomaculatum
Theridion fuscomaculatum är en spindelart som beskrevs av William Joseph Rainbow 1916. Theridion fuscomaculatum ingår i släktet Theridion och familjen klotspindlar.
Artens utbredningsområde är Queensland. Inga underarter finns listade i Catalogue of Life.